# Manfred Paula
Manfred Paula (* 21. Oktober 1964 in Augsburg) ist ein deutscher Fußballfunktionär und -trainer.
Paula legte 1983 am Deutschherren-Gymnasium in Aichach sein Abitur ab und ging anschließend als Soldat auf Zeit für zwei Jahre zur Bundeswehr, wo er der Sportfördergruppe Biathlon angehörte. Ab 1985 studierte er an der Universität Augsburg Betriebswirtschaftslehre, 1986 wechselte er zur Universität Bayreuth und schloss dort ein Studium der Sportökonomie 1991 mit Diplom ab. Ab 1990 war er freier Mitarbeiter in der PR-Abteilung bei Audi. Von 1993 bis 2001 war er bei Unternehmen in den Bereichen Marketing und Werbung sowie als Unternehmensberater tätig. Anschließend arbeitete er bis 2005 für die DAB-Bank.
Im September 2004 übernahm Paula, der als Aktiver in der Landesliga sowie in der Bezirksliga beim SSV Petersdorf gespielt hatte, die Position des Cheftrainers beim Bayernligisten TSV Aindling. Von Dezember 2005 bis Oktober 2007 war Paula Sportlicher Leiter beim FC Ingolstadt 04, der in der Saison 2005/06 von der Bayernliga in die Regionalliga Süd aufstieg.
Im Jahr 2007 schloss er die Ausbildung zum Fußball-Lehrer unter Erich Rutemöller ab. Von November 2007 bis Juni 2009 war er erneut Trainer des Bayernligisten TSV Aindling. Zur Saison 2009/10 übernahm er als Nachfolger von Markus Gisdol den Regionalligisten SSV Ulm 1846. Nach acht Ligaspielen – der SSV hatte zehn Punkte – trat Paula zurück. Von Juli 2010 bis Juni 2011 trainierte er zum dritten Mal den TSV Aindling in der Bayernliga.
Am 1. Juli 2011 übernahm Paula die Leitung des Nachwuchsleistungszentrums beim FC Augsburg. Ab Juli 2012 war er als Nachfolger von Andreas Rettig als „Manager Sport“ für die Bundesligamannschaft verantwortlich. Am 8. Oktober 2012 wurde er von Jürgen Rollmann als Manager abgelöst und wechselte wieder in den Nachwuchsbereich. Mitte 2015 verließ er den FC Augsburg, da er sich einen neuen beruflichen Aufgabe widmen wollte.
Am 15. Februar 2016 übernahm Paula die Leitung des Nachwuchsleistungszentrums des 1. FC Kaiserslautern. Von Juni bis August 2017 war er zusätzlich Mitglied eines „Sport-Ausschusses“, der die Aufgaben des zurückgetretenen Sportdirektors Uwe Stöver übernahm. Im September 2017 war Paula für eine Woche Interimstrainer der Zweitliga-Mannschaft des 1. FC Kaiserslautern und stand dabei zusammen mit Co-Trainer Alexander Bugera bei einem Ligaspiel an der Seitenlinie (0:5 beim 1. FC Union Berlin).
2019 wechselte Paula zum TSV 1860 München. Er übernahm dort die Leitung des Nachwuchsleistungszentrums. Am 9. August 2021 verlängerte der Drittligist den Vertrag mit Paula. Details zur Laufzeit gab der Verein nicht bekannt.